# D 573 (Türkei)
Die Straße D 573 (Devlet yolu 573) ist eine 32 km lange Straße in der Türkei. Sie verbindet Karacabey mit Susurluk. Sie führte früher die Bezeichnung D 220.

## Verlauf
Die Straße beginnt an der West-Ost-Achse der D 200 (Europastraße 90), kreuzt die Autobahn Otoyol 5 und führt an der Stadt Mustafakemalpaşa vorbei. Dort knickt sie nach Westen ab und erreicht nördlich von Susurluk die D 565, an der sie endet.